# Orelle
Orelle település Franciaországban, Savoie megyében. Lakosainak száma 321 fő (2022. január 1.). Orelle Névache, Freney, Modane, Saint-André, Les Belleville, Saint-Michel-de-Maurienne és Valmeinier községekkel határos.

## Népesség
A település népességének változása:
| Lakosok száma | 363  | 352  | 364  | 349  | 338  | 328  | 317  | 319  | 321  |
|               | 2013 | 2015 | 2016 | 2017 | 2018 | 2019 | 2020 | 2021 | 2022 |